# Hermelinorden (Neapel)
Der Hermelinorden war ein Ritterorden, der von König Ferdinand von Neapel 1464 gestiftet wurde.
Die Ordensdekoration bestand aus einem goldenen Halsband.  An diesem hing ein Hermelin. Die Ordensdevise „Malo mori quam foedari“  („Lieber will ich sterben, als besudelt werden“) gründete sich auf den Glauben, dass das Hermelin lieber durch ein Feuer geht, als dass es durch einen Haufen Fäkalien läuft. Hieraus wurde die Reinheit und Unschuld für den Orden und seine Mitglieder abgeleitet. 

## Träger
- Herzog von Urbino (ab 1474 einschließlich Hosenbandorden)
- Karl der Kühne